# Gonzo (Muppet)
Gonzo il Grande (Gonzo the Great) è uno dei personaggi del Muppet Show.
Gonzo è uno stuntman lunatico e un po' folle che si crede un artista. Spesso esegue acrobazie o altre pazzie, come saltare da una rampa a bordo di una moto, dal palcoscenico fino al balcone del teatro Statler e Waldorf, oppure mangiare uno pneumatico di un'auto al ritmo del Volo del calabrone o prendere al volo una palla di cannone a mani nude.
Una delle più famose gag di Gonzo è il cercare di suonare una tromba alla fine della sigla iniziale del "Muppet Show", ma sempre con risultati diversi di quello che dovrebbero essere.
Al contrario degli altri Muppet, non è riconducibile chiaramente a nessuna specie animale (nel cartone animato Muppet Babies viene sbeffeggiato con il nomignolo di "pollastro blu"). Il fatto che spesso si pensa che Gonzo sia un uccello spiega il fatto del suo amore per gli uccelli (specialmente le galline), infatti è fidanzato con la gallina Camilla.
Nel film I Muppets venuti dallo spazio viene svelato che in realtà è di origine extra-terrestre.

## Storia
La sua prima apparizione risale al 1970, nello speciale di Natale The Great Santa Claus Switch. A quel tempo Gonzo era un mostro di nome "Snarl the Frackle Sigar Box" (Snarl la Scatola dei Fiammiferi Frackle) dove fece una breve apparizione ed era un personaggio senza personalità ben definita.
A partire dalla prima stagione del Muppet Show, il mostriciattolo da The Great Santa Claus Switch diventò ufficialmente Gonzo (venne usato lo stesso burattino del 1970). In questa stagione, Gonzo parlava con un tono depresso ad aveva un aspetto triste.
Il suo esecutore, Dave Goelz, capì che il carattere del personaggio non funzionava, allora a partire dalla seconda stagione, Goelz evolvette il suo carattere facendolo diventare energico e sicuro di sé nell'affrontare le sue pazze imprese.

## Aspetto
Gonzo ha il pelo blu, un naso a forma di becco adunco, tre piume sulla testa e grossi occhi con palpebre verdi-gialle. Nella prima stagione del Muppet Show aveva un aspetto triste e palpebre immobili. A partire dalla seconda stagione, Gonzo ricevette un meccanismo nelle palpebre in grado di muoverle per farlo sembrare più emotivo. Inoltre il carattere di Gonzo, da triste e depresso, diventò più energico.
Con il proseguire della serie, e successivamente nei film, Gonzo viene affiancato al personaggio di Rizzo, che diventa il suo migliore amico e compagno di stanza.

### Specie animale
Una ricorrente gag relativa a Gonzo è che non è chiaro a quale specie animale appartenga. John Cleese, nella sua apparizione nello show, si riferisce a Gonzo come "Un tacchino, ma non molto".
Quando Liberace, come ospite nel Muppet Show, ha organizzato un concerto dedicato agli uccelli, Gonzo ha desiderato partecipare con i suoi amici polli. Quando la guardia del corpo di Liberace seppe che quest'ultimo non aveva alcun interesse nei polli, Gonzo ha cercato di fissare un appuntamento con uno di loro affermando "Sono un uccello! Sono un tacchino!", ma la guardia del corpo ha espresso dei dubbi.
Nello speciale televisivo di Natale A Family Muppet Christmas, Il Tacchino dice a Gonzo "Non è nemmeno un uccello" a quest'ultimo risponde "Beh, nessuno è perfetto".
Questo avviene anche nei film: Kermit si riferisce a lui come "Qualunque cosa. Assomiglia un po' ad un tacchino, ma non molto".
Nel film Giallo in casa Muppet, viene spedito in Inghilterra in una cassa etichettata "Qualunque Cosa" (mentre Kermit e Fozzie sono etichettati "Rana" e "Orso").
In I Muppet e il mago di Oz, Gonzo ha svolto il ruolo del Boscaiolo di Latta, ma con il nome "Coso di Latta".
In Muppet Babies viene spesso sbeffeggiato da Piggy con il nomignolo di "pollastro blu".
La trama di I Muppets venuti dallo spazio gira intorno a questo enigma e viene rivelato che Gonzo è un alieno e la sua famiglia extraterrestre è arrivata sulla Terra per organizzare una grande festa per lui. Prima della loro partenza, i familiari chiedono a Gonzo di tornare nello spazio con loro. Gonzo dice tristemente addio ai suoi amici Muppet, ma si rende conto ben presto che abbandonando i suoi amici di lunga data non sarebbe stato più felice e così rifiuta l'invito.
Anche se il film ha dato una risposta definitiva sulla specie di Gonzo, attualmente non viene mai nominato il fatto che lui sia un alieno.

## Filmografia
- Muppet Show (1976–1981) - TV
- Ecco il film dei Muppet (1979)
- Giallo in casa Muppet (1981)

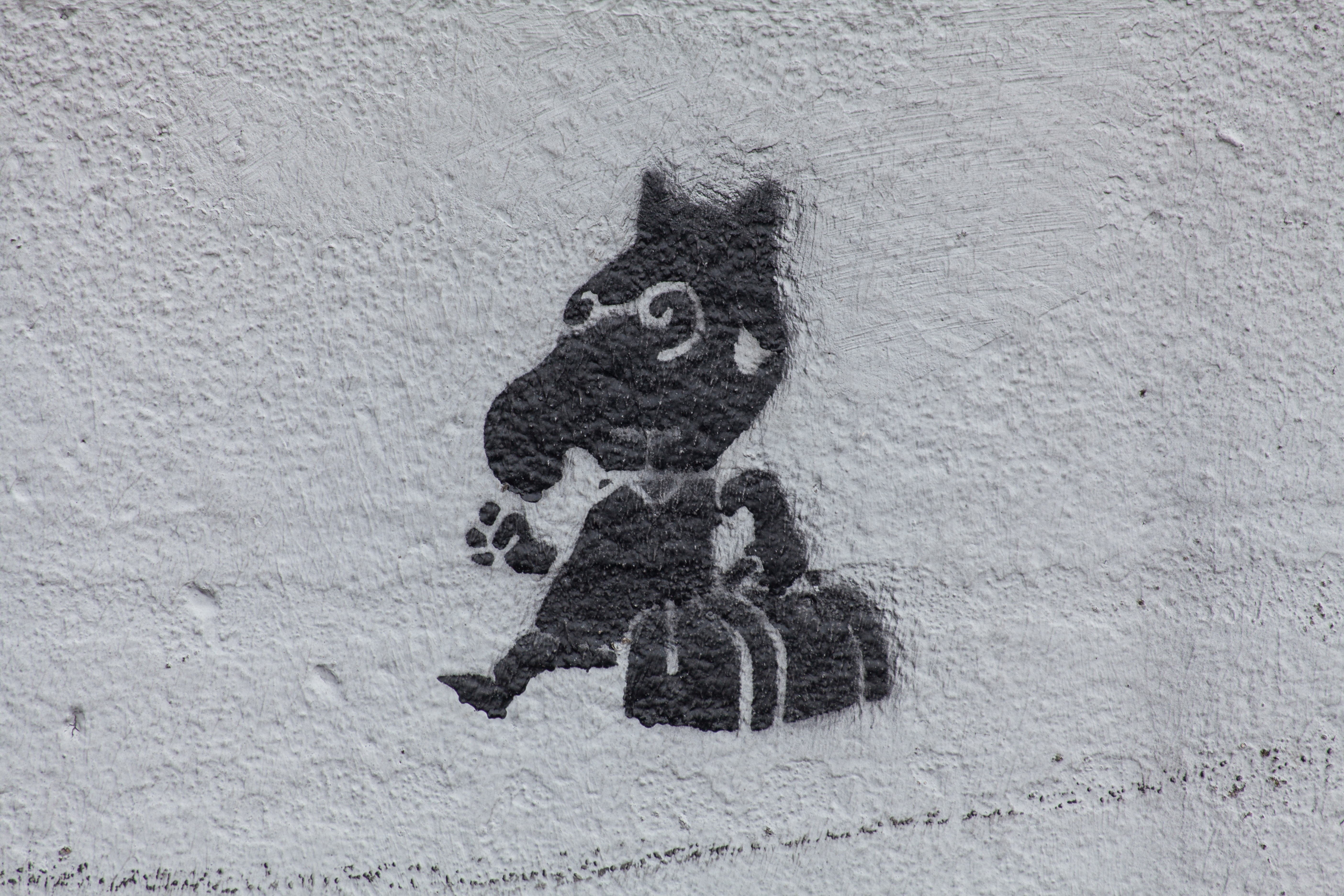
Graffito raffigurante Gonzo

- I Muppet alla conquista di Broadway (1984)
- Muppet Babies (1984-1991) - TV
- Festa in casa Muppet (1992)
- I Muppet nell'isola del tesoro (1996)
- Muppets Tonight (1996-1997) - TV
- I Muppets venuti dallo spazio (1999)
- Natale con i Muppet (2002) - TV
- I Muppet e il mago di Oz (2005) - TV
- A Muppets Christmas: Letters to Santa (2008) - TV
- Studio DC: Almost Live (2008) - TV
- I Muppet (2011)
- Lady Gaga & the Muppets' Holiday Spectacular (2013) - TV
- Muppets 2 - Ricercati (2014)
- I Muppet (2015-2016) - TV